# 沧德特大桥
沧德特大桥是位于京沪高速铁路在河北沧州至山东德州段的一座高架桥，位于沧州西站和德州东站之间，基本为旱桥。主要跨越石黄高速公路、 南运河、104国道、津浦铁路双线、漳卫新河岔河、漳卫新河等。全桥共有各类桥跨3069孔，最大桥跨距128米。它是目前世界上第五长的桥梁，长度为105.881千米，是京沪高铁上第三座百公里长桥。 它于2010年竣工并于次年6月投入使用。